# デルタ・フライヤー
デルタ・フライヤー（Delta Flyer）はテレビ番組『スタートレック:ヴォイジャー』に登場する架空の小型宇宙船。

## 概要
デルタ・フライヤーは『スタートレック：ヴォイジャー』シーズン5から登場する大型の高性能シャトルクラフト(VOY97話「心は闘いに傷ついて」)。U.S.S.ヴォイジャーのクルーらによって設計、造船された強力なシャトル。
- 重量：180.6トン
- 全長：21m
- 全幅：12.2m
- 全高：5.7m
- 乗員：最大6名

収納式ワープナセル、テトラバミューム合金の船体、探査機用に開発されたユニマトリックスシールド、ボーグ仕様の武装など、特殊な構造をしており、従来シャトルとは一線を隔している。外観もそれまでの箱型ではなくスポーティなひし形をしている。
孤立無援でデルタ宇宙域を航行するU.S.S.ヴォイジャーは、連邦領域の短距離移動用に設計された従来型シャトルの性能のパワー不足を常々感じていた。デルタフライヤーはヴォイジャーのクルーが従来型シャトルの不満点を払拭すべく設計し、船体サイズ、エンジンパワー、シールド、センサー、機動力などあらゆる面で大幅な強化が図られている。地球圏人類未踏のデルタ宇宙域ならではの工夫も多く、宇宙艦隊初の「デルタ宇宙域で建造され、就航した船」でもある。

## 用途・その他
特にデルタ宇宙域において猛威を振るっているボーグへの対抗措置として、光子魚雷発射管を1門備える等、戦闘機や攻撃機的な運用も可能となっているが、その操縦系はトム・パリスの趣味によって、スタートレック世界では自動操縦の発達などで既に廃れてしまった操縦桿が付いているなど、かなりお遊び的な要素も見られる。
一般的な探査任務にも利用されるが、その特筆すべき耐久力は通常のシャトルでは不可能な極限環境にも対応可能である。またその高い防衛能力から、しばしば偵察任務にも利用される。
とはいえ劇中で何度か『鉄クズ』になったと言及されていたりする。
なお、ヴォイジャー劇中でトムとベラナは結婚したが、その際にはハネムーン旅行に出かける際の足にも利用され、シャトル後方に紐で繋いだ空き缶をぶら下げるなどの使われ方をしており、しばしばクルー等の近距離宇宙航行（惑星系内や近接する恒星間の移動）に、自家用クルーザーのようにも利用されている。このためかなり性能のいいレプリケーターも船内に備えられていて、数週間程度の航行にも対応できそうである。